# العلاقات الصومالية الفلبينية
العلاقات الصومالية الفلبينية هي العلاقات الثنائية التي تجمع بين الصومال والفلبين.

## مقارنة بين البلدين
هذه مقارنة عامة ومرجعية للدولتين:
| وجه المقارنة                                              | الصومال                        | الفلبين                       |
| --------------------------------------------------------- | ------------------------------ | ----------------------------- |
| المساحة (كم2)                                             | 637.66 ألف                     | 343.45 ألف                    |
| عدد السكان (نسمة)                                         | 14.74 مليون                    | 104.92 مليون                  |
| الكثافة السكانية (ن./كم²)                                 | 23.12                          | 305.49                        |
| العاصمة                                                   | مقديشو                         | مانيلا                        |
| اللغة الرسمية                                             | اللغة الصومالية، اللغة العربية | اللغة الفلبينية، لغة إنجليزية |
| العملة                                                    | شلن صومالي                     | بيسو فلبيني                   |
| الناتج المحلي الإجمالي (بليون دولار)                      | 7.37 مليار                     | 313.60 مليار                  |
| الناتج المحلي الإجمالي (تعادل القوة الشرائية) بليون دولار |                                | 743.90 مليار                  |
| الناتج المحلي الإجمالي الاسمي للفرد دولار أمريكي          | 549                            | 2.90 ألف                      |
| الناتج المحلي الإجمالي للفرد دولار أمريكي                 |                                | 7.39 ألف                      |
| مؤشر التنمية البشرية                                      |                                | 0.668                         |
| رمز المكالمات الدولي                                      | +252                           | +63                           |
| رمز الإنترنت                                              | .so                            | .ph                           |
| المنطقة الزمنية                                           | ت ع م+03:00                    | توقيت الفلبين                 |

## منظمات دولية مشتركة
يشترك البلدان في عضوية مجموعة من المنظمات الدولية، منها:
| علم المنظمة | اسم المنظمة                               | تاريخ انضمام الصومال | تاريخ انضمام الفلبين |
| ----------- | ----------------------------------------- | -------------------- | -------------------- |
|             | مؤسسة التنمية الدولية                     | 31 أغسطس 1962        | 28 أكتوبر 1960       |
|             | يونسكو                                    | 15 نوفمبر 1960       | 21 نوفمبر 1946       |
|             | الأمم المتحدة                             | 20 سبتمبر 1960       | 24 أكتوبر 1945       |
|             | الفريق المعني برصد الأرض                  | ?                    | ?                    |
|             | الاتحاد البريدي العالمي                   | ?                    | ?                    |
|             | البنك الدولي للإنشاء والتعمير             | 31 أغسطس 1962        | 27 ديسمبر 1945       |
|             | الاتحاد الدولي للاتصالات                  | 28 سبتمبر 1962       | 25 مايو 1912         |
|             | منظمة حظر الأسلحة الكيميائية              | ?                    | ?                    |
|             | مؤسسة التمويل الدولية                     | 31 أغسطس 1962        | 12 أغسطس 1957        |
|             | المركز الدولي لتسوية المنازعات الاستشارية | 30 مارس 1968         | 17 ديسمبر 1978       |
|             | منظمة الشرطة الجنائية الدولية             | ?                    | ?                    |

## وصلات خارجية
- موقع وزارة الخارجية الصومالية
- موقع وزارة الخارجية الفلبينية